# 伊和高勒湖
伊和高勒湖是一个位于中国内蒙古自治区阿拉善盟阿拉善右旗塔木素布拉格苏木境内的时令湖，面积约为17.78平方千米，属于蒙新高原区。它的一级流域为内流区诸河，二级流域为河西走廊-阿拉善河。
伊和高勒湖地处塔木素布拉格苏木南缘，巴丹吉林沙漠腹地，雅布赖山北麓，东距曼德拉苏木约64千米，东北距塔木素布拉格苏木政府驻地约82.5千米，西南距雅布赖镇约77千米。2019年阿拉善右旗河长制办公室关于河流湖泊划界成果的公告中，伊和高勒湖水面面积2.46平方千米，湖泊由降水和地下水补给，属咸水湖，划界面积为9.32平方千米。2021年在阿拉善右旗河湖名单公示中，伊和高勒湖的湖长为阿右旗委常委、政法委书记陈斌。